# Hatfield (South Yorkshire)
Hatfield – miasto i civil parish w Anglii, w hrabstwie ceremonialnym South Yorkshire, w dystrykcie metropolitalnym Doncaster. Leży 38 km na północny wschód od miasta Sheffield i 238 km na północ od Londynu. W 2011 roku civil parish liczyła 17 326 mieszkańców. Hatfield jest wspomniana w Domesday Book (1086) jako Hedfeld.

## Współpraca
Miejscowość partnerska:
- Merksplas, Belgia